# Kasara Budruk
Kasara Budruk is een census town in het district Thane van de Indiase staat Maharashtra. 

## Demografie
Volgens de Indiase volkstelling van 2001 wonen er 15192 mensen in Kasara Budruk, waarvan 51% mannelijk en 49% vrouwelijk is. De plaats heeft een alfabetiseringsgraad van 63%. 